# Associação do Três de Março
A Associação do três de Março é uma associação revolucionária genebrina fundada a 3 de março de 1841.

## Origem
Nos anos 1830, uma grande parte dos cantões suíços modificaram as suas constituições, dotamdo-se de um governo liberal e decidiram-se pelo sufrágio universal. Em Genebra vários oponentes afirma que o seu cantão não é mais do que "os restos do antigo regima"  . 

## Resultado
É James Fazy que se vê obrigado a ceder à pressão popular e aceita a convocação de uma assembleia constituinte. Em Genebra o sufrágio universal é aprovado em 1842. 
Afim de lutar contra o novo governo, Fazy funda um novo organismo de imprensa, a Revue de Genève que aparecerá regularmente durante vinte anos .